# Wiktor Leonidowitsch Scheinis

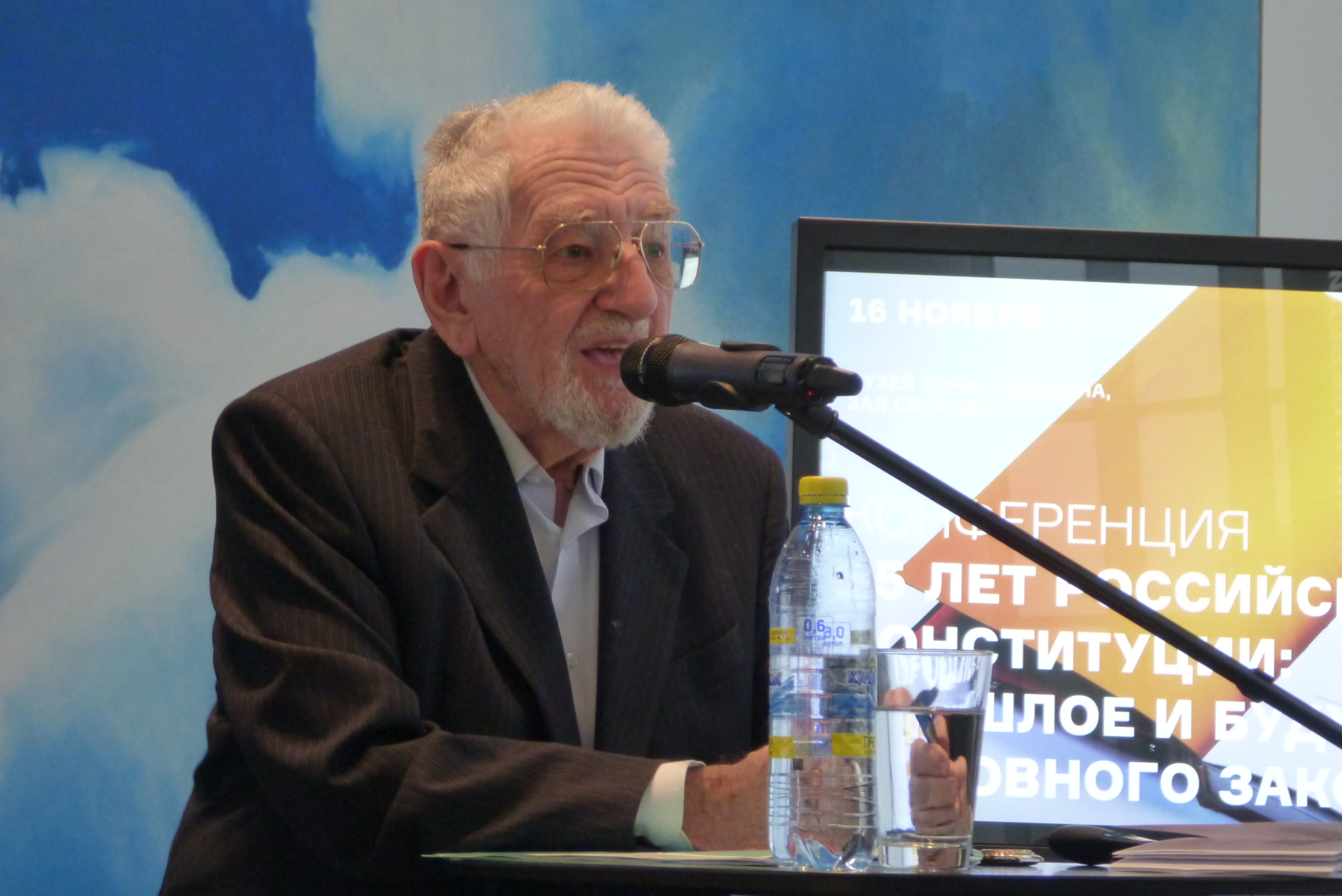
2018

Wiktor Leonidowitsch Scheinis (russisch Виктор Леонидович Шейнис; * 16. Februar 1931 in Kiew; † 25. Juni 2023 in Sankt Petersburg) war ein ukrainisch-russischer Historiker, Wirtschaftswissenschaftler und Politiker.

## Leben
Scheinis studierte 1948–1953 an der Fakultät für Geschichtswissenschaft der Universität Leningrad. 1954–1957 arbeitete er als Geschichtslehrer in Leningrader Schulen. 1957 begann er die Aspirantur im Institut für Orientalistik der Akademie der Wissenschaften der UdSSR (AN-SSSR, seit 1991 Russische Akademie der Wissenschaften (RAN)). 1957 verfasste er unter Beteiligung Irma Wiktorowna Kudrowas einen Aufsatz, in dem er den sowjetischen Einmarsch in Ungarn kritisierte. Darauf wurde er 1958 aus dem Komsomol und der Aspirantur ausgeschlossen. 1958–1964 arbeitete er als Bohrer im Kirowwerk.
1964 begann Scheinis die Aspirantur am Lehrstuhl für Wirtschaft im modernen Kapitalismus der Universität Leningrad und wurde Assistent und dann Dozent. Mit seiner Dissertation über den portugiesischen Kolonialismus in Afrika und die wirtschaftlichen Probleme des letzten Kolonialreiches wurde Scheinis 1966 von der Wirtschaftsfakultät der Universität Leningrad zum Kandidaten der Wirtschaftswissenschaften promoviert. Seine Lehrtätigkeit an der Universität musste er wegen politischer Unzuverlässigkeit aufgeben. Ein Arbeitsschwerpunkt war die Kapitalismuskritik.
1975 wurde Scheinis wissenschaftlicher Mitarbeiter des Leningrader Instituts für Sozial-Ökonomische Probleme der AN-SSSR. 1977 wurde er wissenschaftlicher Mitarbeiter des Moskauer Instituts für Weltwirtschaft und internationale Beziehungen (IMEMO) der AN-SSSR. Mit seiner Dissertation über Probleme und Widersprüche beim Wirtschaftswachstum und den sozialen Prozessen und Differenzierungen der Entwicklungsländer wurde er 1982 vom IMEMO zum Doktor der Wirtschaftswissenschaften promoviert. Es folgte die Ernennung zum Professor. Schwerpunkte seiner wissenschaftlichen Arbeit wurden die politischen und rechtlichen Aspekte des Übergangs vom Totalitarismus zur Demokratie, der verfassungsgebende Prozess, die Wahlgesetzgebung und -praxis und das Parteiensystem.
1988 schloss sich Scheinis dem Klub Moskauer Tribüne an. 1989 wurde er in den Volksdeputiertenkongress gewählt. 1991 war er Gegner des Staatskomitees für den Ausnahmezustand. 1991–1993 war er Mitglied des Nationalitätensowjets des Obersten Sowjets der UdSSR und 1992–1993 Vizesekretär der Verfassungskommission des Obersten Sowjets. Am 12. Dezember 1991 stimmte er im Obersten Sowjet für die Ratifizierung der Białowieżaer Erklärung der RSFSR, der Ukraine und Belarus zur Auflösung der Sowjetunion und Bildung der Gemeinschaft Unabhängiger Staaten. 1993–1994 war er Vizevorsitzender der Kommission für Gesetzgebungsvorschläge beim Präsidenten der Russischen Föderation und gehörte zu den Autoren der Verfassung der Russischen Föderation. Im Dezember 1993 wurde er über die Liste der Wählervereinigung Block Jawlinski-Bolderew-Lukin, die er mit anderen gegründet hatte, in die Duma der Russischen Föderation gewählt. Er schloss sich der Fraktion Jabloko an und wurde Mitglied des Komitees für Gesetzgebung und Gerichts- und Rechtsreformen. Bei der nächsten Dumawahl im Dezember 1995 wurde er über die Jabloko-Liste wiedergewählt und ging wieder in das Komitee für Gesetzgebung und Gerichts- und Rechtsreformen. Nachdem er bis 1991 Mitglied der KPdSU war, war er danach Mitglied der Jabloko-Partei.
Am 23. Mai 2010 war Scheinis Wahlbeobachter bei der Parlamentswahl der nicht anerkannten Republik Bergkarabach, weswegen er als Persona non grata auf der Liste des Außenministeriums der Republik Aserbaidschan stand.
Scheinis starb am 25. Juni 2023 (Sonntag), im Alter von 92 Jahren in Sankt Petersburg.

## Ehrungen
- Offizierskreuz des Ungarischen Verdienstordens (1993)
- Medaille „Dem Verteidiger des freien Russlands“